# Geranomyia rostrata
Geranomyia rostrata is een tweevleugelige uit de familie steltmuggen (Limoniidae). De wetenschappelijke naam werd voor het eerst geldig gepubliceerd door Thomas Say in 1823.
De soort komt voor in het Nearctisch gebied. Say vermeldde dat het insect voorkwam in Pennsylvania en Maryland.